# Синеоков-Андриевский, Дорофей Степанович
Дорофей Степанович Синеоков-Андриевский (1830 Золотоношский уезд Полтавская губерния Российская империя — 13 июля 1905 Санкт-Петербург Российская империя) — русский юрист, судебный деятель, сенатор. Действительный тайный советник.

## Биография
Из дворян. Родился в семье полтавских помещиков.

Окончил юридический факультет Харьковского университета.

Служил стряпчим в Ахтырке (Харьковская губерния).

Переехал в Москву, работал в Московской судебной палате.

Переведён в Санкт-Петербург, служил в пятом департаменте Правительствующего Сената.

Затем был назначен прокурором Самарской губернии. 

Работал товарищем председателя Московского суда, председателем Калужского и Одесского судов.

Назначен председателем департамента судебной палаты Правительствующего Сената. 

С 1882 году — сенатор. 

14 января 1904 года получил чин действительного тайного советника.

В Сенате занимал должность Первоприсутствующего общего собрания 1-го, 2-го Департаментов и Департамента герольдии.
В Сенате исполнял, также, обязанности первоприсутствующего в Особом присутствии для суждения дел о государственных преступлениях, в частности, на процессе 17-ти народовольцев.

## Жена
Синеокова-Андриевская Ирина Николаевна.

## Адрес в Санкт-Петербурге
г. Санкт-Петербург, ул. Знаменская д. 20 кв. 16 (в то время доходный дом купца Е. С. Егорова)

## Интересный факт
21 августа 1866 года в Московском Кремле, в Митрофаньевском зале (ныне Екатерининский зал) Большого Кремлёвского дворца, Московским окружным судом, под председательством Синеокова-Андриевского было проведено первое в Российской империи судебное заседание с участием присяжных заседателей.